# 石川県立ろう学校
石川県立ろう学校（いしかわけんりつ ろうがっこう）は、石川県金沢市窪にある県立聾学校。聴覚障害のある幼児・児童・生徒が学ぶ。

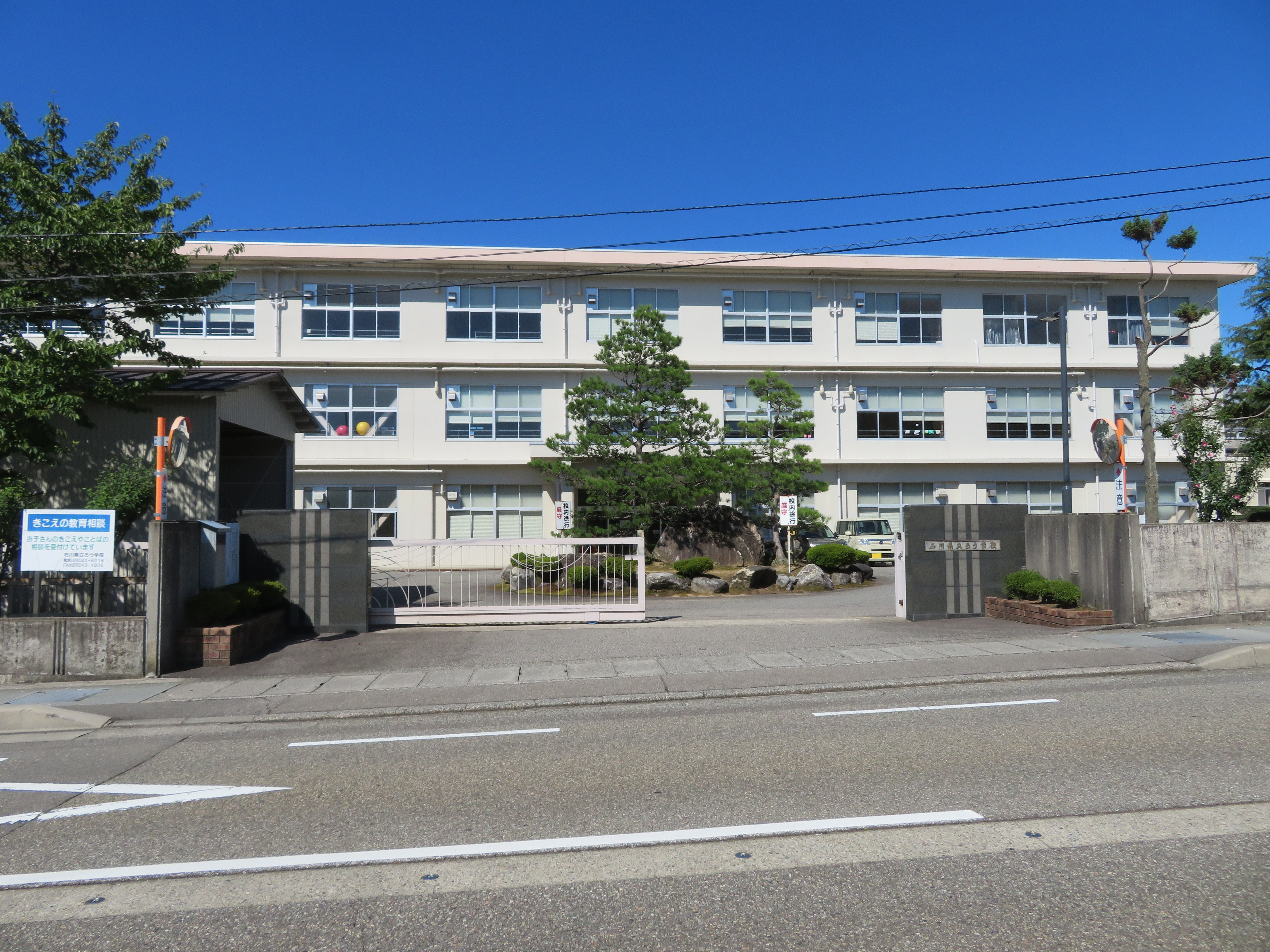
石川県立ろう学校

## 所在地
- 石川県金沢市窪6丁目218
  - JR西日本 北陸本線 金沢駅 からバスに乗車し、窪バス停 から徒歩約4分、錦丘高校前 から徒歩約1分

## 設置学部
- 幼稚部
- 小学部
- 中学部
- 高等部普通科（3年）
- 高等部専攻科（2年）
  - 情報デザイン科
- その他
  - 教育相談
  - 通級指導教室